# NordLink

Verlauf der Leitungen NordLink und NorNed, vorgesehener Verlauf von NorGer.

NordLink ist ein Seekabel durch die Nordsee, das die Stromnetze Norwegens und Deutschlands verbindet und damit den Austausch elektrischer Energie ermöglicht. Betrieben wird das Projekt vom norwegischen Netzbetreiber Statnett und dem deutschen Netzbetreiber Tennet und der staatlichen Förderbank KfW. Die Kosten belaufen sich auf rund 2 Milliarden Euro, die zu gleichen Teilen zwischen den norwegischen und deutschen Partnern geteilt werden.
Im April 2021 nahm NordLink den kommerziellen Regelbetrieb auf. Am 27. Mai 2021 wurde NordLink von der Bundeskanzlerin Angela Merkel, der Premierministerin Norwegens Erna Solberg und dem Ministerpräsidenten von Schleswig-Holstein Daniel Günther wegen der COVID-Maßnahmen digital eingeweiht.
NordLink war in der Planungsphase neben NorGer einer von zwei vorgesehenen, in Hochspannungs-Gleichstrom-Übertragung-Technik (HGÜ) ausgeführten Interkonnektoren zwischen Norwegen und Deutschland. NordLink ist eines von mehreren HGÜ-Seekabeln in der Nordsee; beispielsweise wird mit NorNed bereits seit 2008 ein ähnliches HGÜ-Seekabel zwischen Norwegen und Eemshaven in den Niederlanden betrieben.

## Das Projekt
| Kabellänge:                       | 516 km Seekabel 54 km Landkabel 53 km Freileitung |
| Kapazität:                        | 1400 MW                                           |
| Bauzeit:                          | ca. 3 Jahre                                       |
| Investitionsvolumen:              | 1,5 bis 2 Milliarden Euro                         |
| Nennspannung:                     | ±525 kV                                           |
| Gewicht des Kabels:               | 35–50 kg/m                                        |
| Durchmesser des Kabels:           | ca. 11–13 cm                                      |
| Maximale Meerestiefe der Strecke: | 410 m                                             |
| Inbetriebnahme:                   | 9. Dezember 2020                                  |
| Voraussichtliche Lebensdauer:     | ca. 40 Jahre                                      |
| Verlustleistung im Kabel:         | ca. 5 %                                           |

### Zweck
Das Ziel ist die Verbindung der norwegischen und deutschen Stromversorgungsnetze und damit auch die Kopplung der Strommärkte. Die Verbindung soll dabei in erster Linie Schwankungen der Stromerzeugung durch Windkraft in Norddeutschland abfedern. Überschüssiger Strom aus Windenergie soll nach Norwegen übertragen und dort direkt endverbraucht werden, während gleichzeitig norwegische Wasserkraftwerke temporär abgeschaltet werden, sodass das eingesparte Wasser für eine spätere Verstromung zur Verfügung steht. Im Gegenzug kann bei Bedarf Strom aus norwegischen Wasserkraftwerken nach Deutschland übertragen werden. Die norwegischen Speicherseen könnten so in Verbindung mit konventionellen Wasserkraftwerken als sog. „virtuelle Speicher“ dienen.
Unter anderem bezieht die Deutsche Bahn ab 2023 für zehn Jahre über die Verbindung Strom aus dem Wasserkraftwerk Mågeli im Süden Norwegens. Die jährliche Menge von 190 Gigawattstunden  entspricht ungefähr dem Energiebedarf für den gesamten elektrischen Zugverkehr in Deutschland in einer Woche. Dadurch sollen bis zu 146.000 Tonnen Kohlendioxid pro Jahr eingespart werden.

### Betreiber
Vorangetrieben wird Nordlink von einem Konsortium bestehend aus dem norwegischen Netzbetreiber Statnett und dem deutschen Unternehmen DC Nordseekabel GmbH & Co. KG (NOKA) – an der zu gleichen Teilen der Netzbetreiber Tennet und die staatliche Förderbank KfW beteiligt sind. Der NordLink wird von der Europäischen Kommission als Vorhaben von gemeinsamem Interesse (Projects of Common Interest) unter der Nummer 1.8 in der PCI-Liste der Europäischen Union geführt.

### Technik
Die maximal mögliche zu übertragende Leistung beträgt 1,4 GW und kann wahlweise in eine der beiden möglichen Richtungen übertragen werden. Die HGÜ wird mit einer bipolaren Betriebsspannung von ± 450 kV bis ± 525 kV betrieben. Durch die bipolare Ausführung werden die Nachteile einer Rückelektrode mit Erdung im Meer, die in der ungewollten Erzeugung von Chlorverbindungen und einer Metallkorrosion der Anode resultiert, vermieden. Dafür müssen mindestens zwei Hochspannungskabel verlegt werden.
Da die Stromversorgung in Deutschland und Norwegen auf dreiphasigem Drehstrom basiert, mussten in beiden Ländern Stromrichterstationen gebaut werden, die den Drehstrom gleichrichten bzw. Gleichspannung wechselrichten. Jede Stromrichterstation benötigt ein Areal von ca. 25 ha.

### Lage
Das Seekabel kommt, wie bereits Kabel von Offshore-Windparks, an der schleswig-holsteinischen Nordseeküste nördlich von Büsum an Land. Von dort führt es als Erdkabel bis zum Umspannwerk Wilster in Nortorf, das als Stromnetzknoten der am nördlichen Elbufer gelegenen Kernkraftwerke Brunsbüttel und Brokdorf diente. In Wilster wurde eine Stromrichterstation für die Kopplung an das deutsche Höchstspannungsnetz gebaut, unter anderem als Ausgangspunkt für den SuedLink.
In Norwegen landet das Kabel in der Gegend von Feda an. Der Rest der Leitung nach Tonstad (Lage) in der Gemeinde Sirdal ist als 53 km lange Freileitung, die auf 140 Masten verlegt ist, realisiert. Dort wurde die Stromrichterstation zur Kopplung an das norwegische Übertragungsnetz gebaut.
Das Seekabel liegt auf dem norwegischen, dänischen und deutschen Festlandsockel in der östlichen Nordsee. Der Antrag zum Bau und Betrieb des Kabels auf dem Gebiet der deutschen Ausschließlichen Wirtschaftszone (AWZ) wurde am 11. Mai 2011 von der Nordseekabel GmbH & Co. KG aus Arnhem an das zuständige Bundesamt für Seeschifffahrt und Hydrographie (BSH) gestellt. Im Juli 2014 wurde der Planfeststellungsbeschluss für den Abschnitt vom schleswig-holsteinischen Wilster bis zur Grenze der deutschen Hoheitsgewässer erteilt.

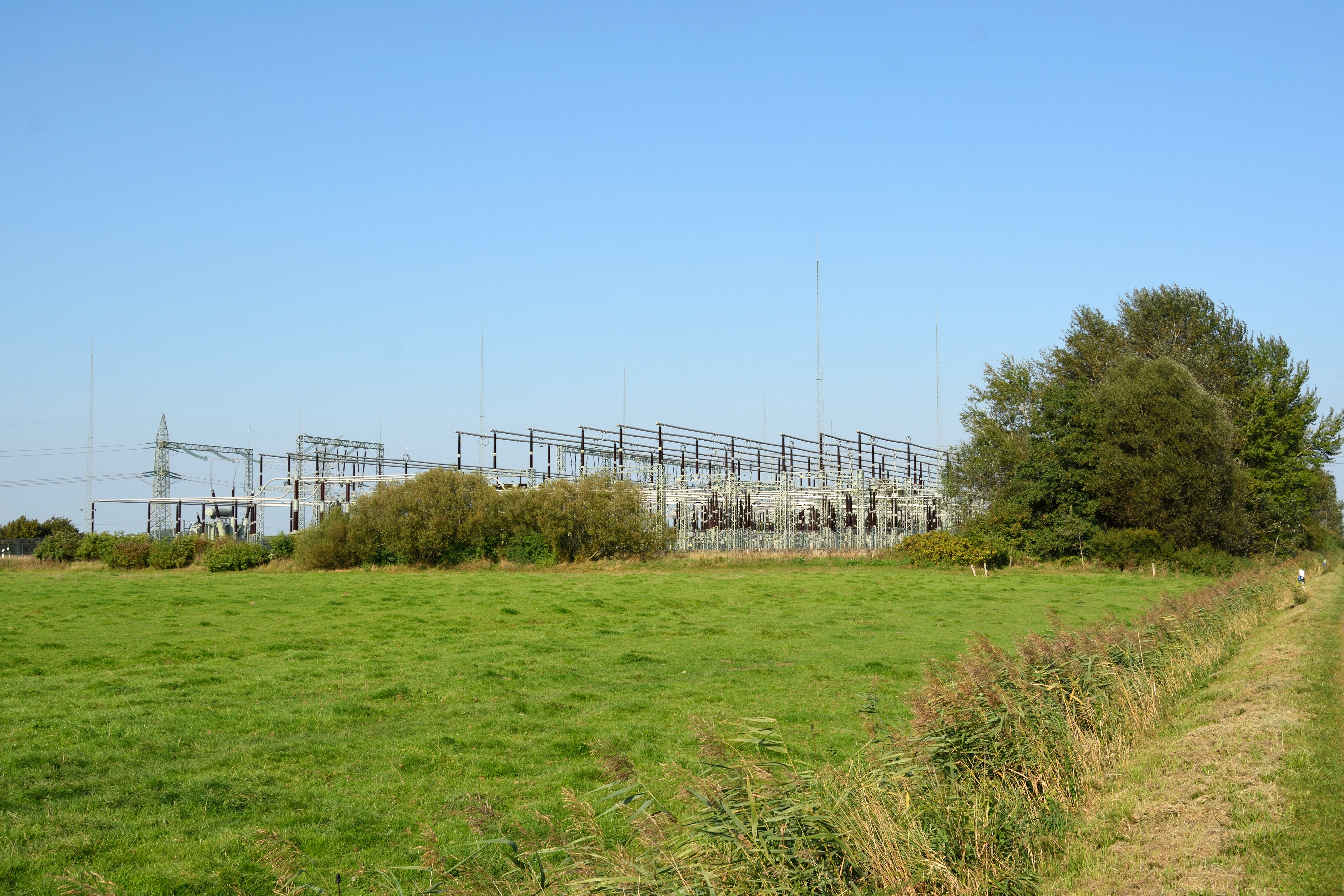
Das vorhandene Umspannwerk Wilster in Nortorf, Endpunkt in Deutschland

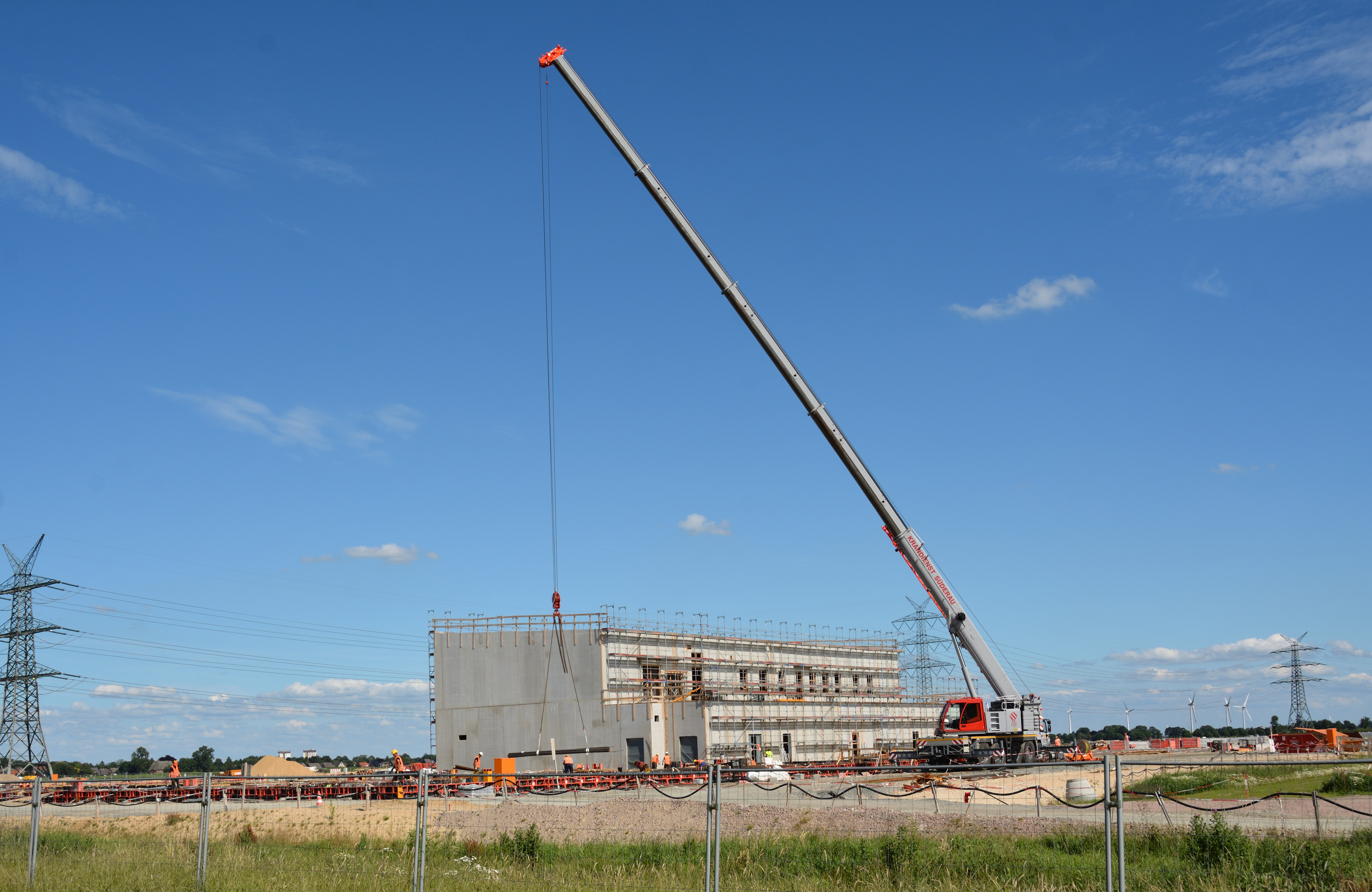
Baustelle auf dem Gelände der Konverterstation

### Baugeschichte
Die Genehmigung für die Verlegung in der Ausschließlichen Wirtschaftszone wurde am 2. Oktober 2014 durch das BSH erteilt. Ebenfalls im Oktober 2014 vergab die norwegische Genehmigungsbehörde die Lizenz.
Am 10. Februar 2015 wurde die Investitionsentscheidung getroffen und daraufhin ABB (genauer: das von Hitachi und ABB gegründete Joint Venture namens Power Grids) mit dem Bau der Konverterstationen und der Kabelverlegung im deutschen Sektor sowie Nexans Norway mit der Kabelverlegung in den norwegischen und dänischen Gebieten beauftragt. Auch die NKT Holding war am Bau beteiligt.
Der offizielle Baubeginn für das Kabel fand im September 2016 statt.
Im August 2017 vermeldete das Portal Offshore-Windindustrie.de, die ersten Kilometer des Seekabels seien in Südnorwegen verlegt worden. Die Arbeiten lägen damit im Plan. Der Bau der Gleichstromverbindung habe in der Region Vest-Agder begonnen. Die ersten Kilometer des Kabels seien auf dem Meeresboden im Vollesfjord verlegt worden.
Im Oktober 2017 wurde an der Konverterstation auf der deutschen Seite in Wilster Richtfest gefeiert. Hier wird der Gleichstrom der Übertragungsleitung in Dreiphasenwechselstrom des Versorgungsnetzes konvertiert (bzw. umgekehrt) und umgespannt.
Am 19. Dezember 2017 berichtete ALE Heavylift die Installation von sieben je 225 t schweren Transformatoren in Tonstad.
Die Verlegung des Seekabels im deutschen Teil der Nordsee begann im September 2018. Im Juni 2019 erreichte das Kabel den deutschen Anlandungspunkt Büsum. Etwa ein Jahr später, Anfang September 2020, wurde im Rahmen von Systemtests erstmals eine Leistung von 70 MW über das Kabel übertragen. Während eines dieser Tests nahm am Morgen des 10. September 2020 – vermutlich durch einen Softwarefehler in der Konvertersteuerung – die Übertragungsleistung von DE nach NO auf 1400 MW sprunghaft zu, so dass die Frequenz in der skandinavischen Synchronzone um 0,5 Hz anstieg, was Auswirkungen auf Schutzeinrichtungen hatte. Der Vorfall dauerte allerdings nur weniger als eine Minute. Ein Kraftwerk in Finnland stellte wegen des Frequenzanstiegs kurzzeitig die Produktion ein.
Im Dezember 2020 wurde der Probebetrieb begonnen. Im April 2021 nahm NordLink den kommerziellen Regelbetrieb auf. Die offizielle Einweihung fand als digitale Feier am 27. Mai 2021 statt. Zu den Rednern gehören unter anderem die deutsche Bundeskanzlerin Angela Merkel, ihre norwegische Amtskollegin Erna Solberg und Bundeswirtschaftsminister Peter Altmaier.

### Verlegungsmethode
Das Seekabel wurde von einem speziellen Kabelverlegungsschiff auf dem Meeresboden verlegt. Ein Hydraulikpflug hob dabei auf dem Meeresboden einen Graben aus, in dem das Kabel eingegraben und mit dem Aushub bedeckt wurde. In Bereichen mit steinernem Meeresboden kann das Kabel durch Steinversenkung geschützt werden. Die exakte Kabelstrecke wurde durch eine umfassende Kartierung des Meeresbodens entlang der voraussichtlichen Kabelstrecke festgelegt.

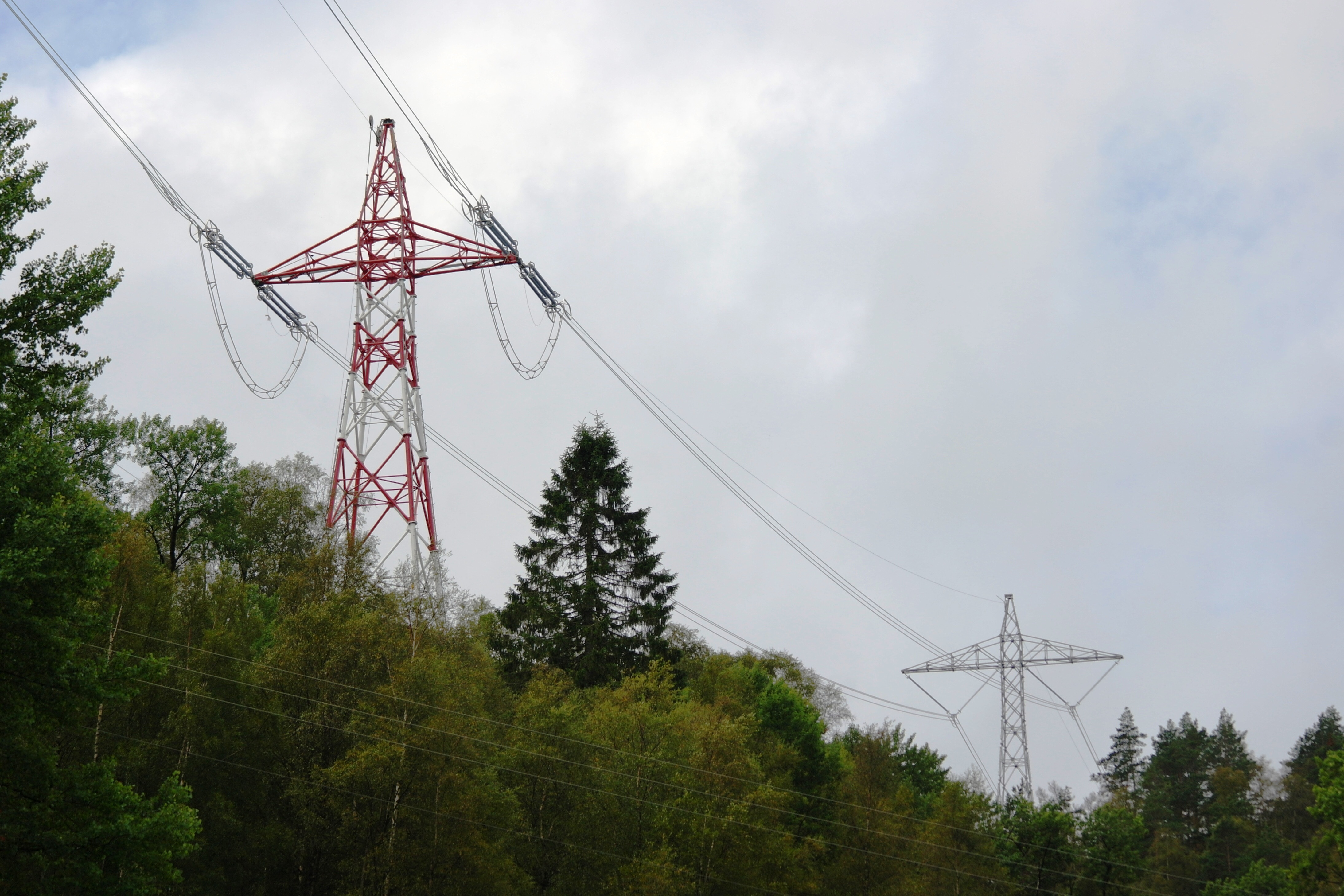
±-525-kV-Freileitung in Norwegen

Auf der 54 Kilometer langen Strecke zwischen Büsum und Wilster wurde das Kabel in der Erde verlegt. Dazu wurde ein 1,6 bis 1,8 Meter tiefer Graben ausgehoben, in den anschließend die beiden Kabelstränge eingelegt wurden. Ein einzelner Strang hat dabei ein Gewicht von 48 kg/Meter, weshalb das Kabel auf Rollen in den Graben eingezogen wurde. Die Verlegung von Erdkabeln stellt besondere Herausforderungen an die Logistik, da im Gegensatz zu Freileitungskabel keine allzu langen Kabelabschnitte transportiert werden können. In diesem Fall hatten die Kabelstücke eine maximale Länge von 1200 Metern, wenn sie zum Transport auf eine Kabeltrommel aufgewickelt waren. Ein mit Kabel beladener Schwertransporter hatte ein Gesamtgewicht von 130 Tonnen. Die einzelnen Kabelabschnitte wurden anschließend mit Muffen elektrisch verbunden und geschützt. Beim abschließenden Verfüllen des Grabens wurden Kabelschutzplatten und Warnbänder in den Boden eingelegt, um das Kabel vor versehentlichen Beschädigungen bei Tiefbauarbeiten zu schützen.

### Umwelt
Frühere Untersuchungen an dem Seekabel Swepol ergaben, dass korrekt verlegte und in den Meeresboden eingebettete HGÜ-Seekabel kaum Auswirkungen auf Meerestiere haben. Im Bereich der Konverterstation wird der Gleichstrom wieder in Wechselstrom umgewandelt, der dann per Freileitung zum nächstgelegenen Umspannwerk weitergeleitet wird. Die Stromrichterstationen an Land benötigen Raum und erzeugen Geräusche, die denen eines Umspannwerks und Umspannfelds mit ähnlicher Leistung ähneln – allerdings ist aufgrund der bei der Wechselrichtung entstehenden Oberschwingungen die Geräuschbelastung in den Stromrichtertransformatoren stärker. Hier ist im Inneren der Anlage mit 80–95 dB(A), außerhalb mit 45 dB(A) zu rechnen. Dies war bei der Wahl der Örtlichkeit für den Bau der Stationen von Bedeutung.

### Stromschwankungen
Im Januar 2025 gab es Kritik aus Norwegen und Schweden wegen Stromschwankungen im deutschen Stromnetz die auch Auswirkungen auf die Stromversorgung in den skandinavischen Ländern mit sich bringen. Grund ist der hohe Anteil an Sonnen- und Windenergie im deutschen Stromnetz bei gleichzeitig fehlenden Stromspeicher, die sich bei „Dunkelflaute“ verstärkt bemerkbar machen.